# Список звуків тварин
Список звуків тварин — список містить зображення тварин і слова, що використовуються в українській мові для представлення шумів та вокалізації певних видів тварин, особливо звуків, які використовуються тваринами для спілкування. Слова, які вживаються у списку, мають форму дієслів, хоча багато з них також можуть використовуватися як іменники чи вставні слова, і багато з них також є специфічними звуконаслідуваннями (ономатопеями) (з позначкою «ОП»). Список також містить аудіозаписи специфічних звуків, які відтворюють тварини.

## Список звуків тварин
| Зображення | Тварина                                        | Опис | Звук |
| ---------- | ---------------------------------------------- | --- | ---- |
|            | алігатор                                       | рев |      |
|            | антилопа                                       | пирхання                                                                                                 |      |
|            | борсук                                         | бурчання                                                                                                 |      |
|            | кажани                                         | вереск писк                                                                                              |      |
|            | ведмідь                                        | рев, гарчання                                                                                            |      |
|            | бджола                                         | гул, дзижчання                                                                                           |      |
|            | пантерові: (тигр, лев, ягуар, леопард, гепард) | рев, гарчання, бурчання                                                                                  |      |
|            | кіт                                            | нявкання, мурчання, шипіння, (ОП: няв-няв)                                                               |      |
|            | корова                                         | низьке мукання, (ОП: «му-у-у»)                                                                           |      |
|            | курка                                          | кудахкання, квоктання (курка = ОП: ко-ко-ко, кво-кво, кут-кудах) (півень = ОП: ко-ко-ко, кукуріку-у-у)   |      |
|            | цикада                                         | стрекотання, свист                                                                                       |      |
|            | краб                                           | шипіння, клацання, скрип                                                                                 |      |
|            | журавель                                       | курликання                                                                                               |      |
|            | цвіркун                                        | стрекотіння, спів                                                                                        |      |
|            | ґава                                           | каркання (ОП: «карр-карр»)                                                                               |      |
|            | кульон                                         | ОП: «п'є-п'ю»; «ку-іі»; «кююйіі»                                                                         |      |
|            | олень                                          | рев (олень), мекання (олень, оленя)                                                                      |      |
|            | собака                                         | гавкання (дзявкання), виття, гарчання, скавчання (ОП: гав-гав, гар-р-р)                                  |      |
|            | дельфін                                        | клацання, свист                                                                                          |      |
|            | віслюк                                         | крик, (ОП: іа-а-а)                                                                                       |      |
|            | качка                                          | крякання (ОП: «кря-кря»)                                                                                 |      |
|            | орел                                           | клекіт, крик                                                                                             |      |
|            | слон                                           | трубіння                                                                                                 |      |
|            | вапіті, марал                                  | сурміння, рев (самець), мекання (теля)                                                                   |      |
|            | фретка                                         | гугукання                                                                                                |      |
|            | двокрилі                                       | дзижчання                                                                                                |      |
|            | лисиця                                         | гавкання (дзявкання), крик, виття, хропіння, «тріск»                                                     |      |
|            | жаба                                           | квакання (ОП: «кваа-кваа», «кумм-кумм»)                                                                  |      |
|            | жирафа                                         | бекання, гудіння                                                                                         |      |
|            | коза                                           | мекання, бекання (ОП: «бе-е-е», «ме-е-е»)                                                                |      |
|            | гуска                                          | гагакання, шипіння                                                                                       |      |
|            | коник                                          | стрекотання                                                                                              |      |
|            | морська свинка                                 | свист, хрип                                                                                              |      |
|            | хом'як                                         | писк |      |
|            | заєць                                          | писк |      |
|            | яструб                                         | крик, зойк                                                                                               |      |
|            | їжак                                           | пирхання, рохкання                                                                                       |      |
|            | рак-самітник                                   | стрекотання                                                                                              |      |
|            | бегемот                                        | бурчання                                                                                                 |      |
|            | кінь                                           | іржання, хропіння                                                                                        |      |
|            | колібрі                                        | трель |      |
|            | гієна                                          | сміх |      |
|            | шакал                                          | |      |
|            | кенгуру                                        | хихикання                                                                                                |      |
|            | коала                                          | вереск, бурчання                                                                                         |      |
|            | лемур                                          | балаканина, крик                                                                                         |      |
|            | чечітка                                        | свист, трель                                                                                             |      |
|            | лев                                            | рев, бурчання, гарчання                                                                                  |      |
|            | Сарана                                         | стрекотання, цвірінькання                                                                                |      |
|            | сорока                                         | скрекотання, балаканина                                                                                  |      |
|            | мавпа                                          | крик, балаканина                                                                                         |      |
|            | лось                                           | рев |      |
|            | комар                                          | дзижчання, ниття                                                                                         |      |
|            | миша                                           | писк |      |
|            | окапі                                          | кашель, рев                                                                                              |      |
|            | видра                                          | писк |      |
|            | сова                                           | ухання, крик сови, шипіння, гудіння                                                                      |      |
|            | папуга                                         | крик, розмова                                                                                            |      |
|            | павич                                          | крик, гук, гудіння                                                                                       |      |
|            | фазан                                          | крик, клекіт                                                                                             |      |
|            | свиня                                          | рохкання, кувікання, пирхання, вереск                                                                    |      |
|            | голуб                                          | воркування                                                                                               |      |
|            | лучний собачка                                 | гавкання                                                                                                 |      |
|            | перепілка                                      | клич |      |
|            | кролик                                         | писк |      |
|            | ракун                                          | трель |      |
|            | пацюк                                          | писк |      |
|            | крук                                           | каркання                                                                                                 |      |
|            | носоріг                                        | ревіння                                                                                                  |      |
|            | грак                                           | каркання                                                                                                 |      |
|            | тюлень                                         | гавкання                                                                                                 |      |
|            | вівця                                          | мекання, бекання                                                                                         |      |
|            | равлик                                         | плямка, скрип                                                                                            |      |
|            | змії                                           | шипіння, скрегіт                                                                                         |      |
|            | співочі птахи                                  | щебетання, цвірінькання, спів, трель (жайворонки / співочі птахи / воловоочкові), цвірінькання (горобці) |      |
|            | білка                                          | писк |      |
|            | лебідь                                         | крик, трубний звук, сурміння                                                                             |      |
|            | тапір                                          | скрип, писк                                                                                              |      |
|            | токей (гекон)                                  | квакання                                                                                                 |      |
|            | індик                                          | кулдикання, гикання                                                                                      |      |
|            | падальники                                     | крик, зойк                                                                                               |      |
|            | морж                                           | стогін, ревіння                                                                                          |      |
|            | бородавочник                                   | крик |      |
|            | кити                                           | крик, свист, стрекотання, тріск                                                                          |      |
|            | свиня дика                                     | бурчання, рохкання                                                                                       |      |
|            | вовк                                           | виття, гарчання, гавкіт                                                                                  |      |
|            | дятлові                                        | трель, стук дзьобом                                                                                      |      |
|            | зебра                                          | іржання, хропіння                                                                                        |      |

Примітка: у наведеному вище списку позначення «ОП» стосується ономатопеї.